# Piton dans l'Bout
Pour les articles homonymes, voir Piton (homonymie) et Bout.
Le piton dans l'Bout, ou piton de Sable, est un sommet de montagne de l'île de La Réunion, département d'outre-mer français dans le sud-ouest de l'océan Indien. D'une hauteur d'environ 50 mètres, ce cône volcanique culmine à 2 200 mètres d'altitude dans les confins de la commune du Tampon, au cœur du parc national de La Réunion. Il accueille dans son cratère l'un des rares lacs de cratère de l'île, une mare à scories d'une superficie de 0,4 hectare environ.

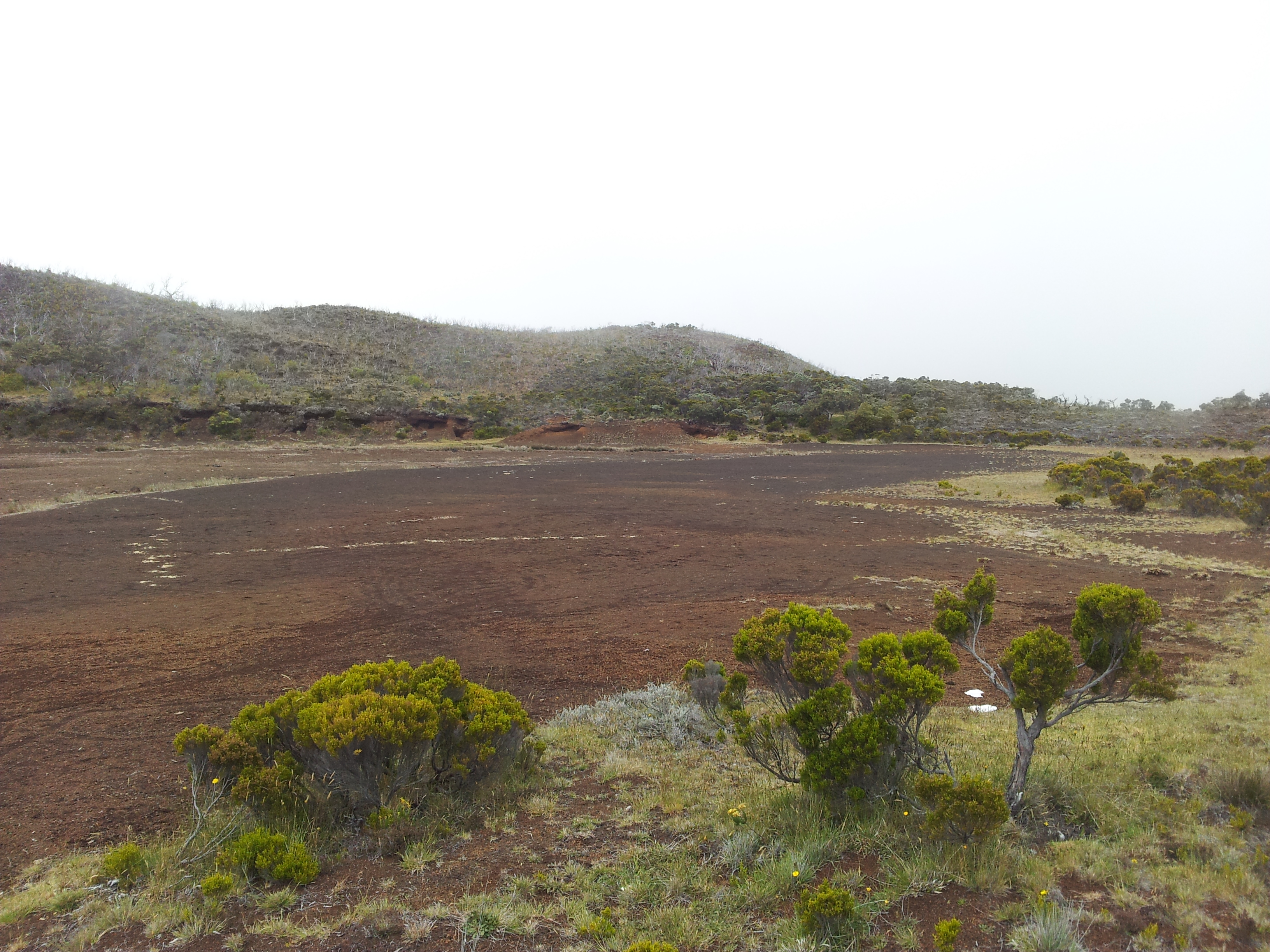
Le lac de cratère asséché du piton dans l'Bout.
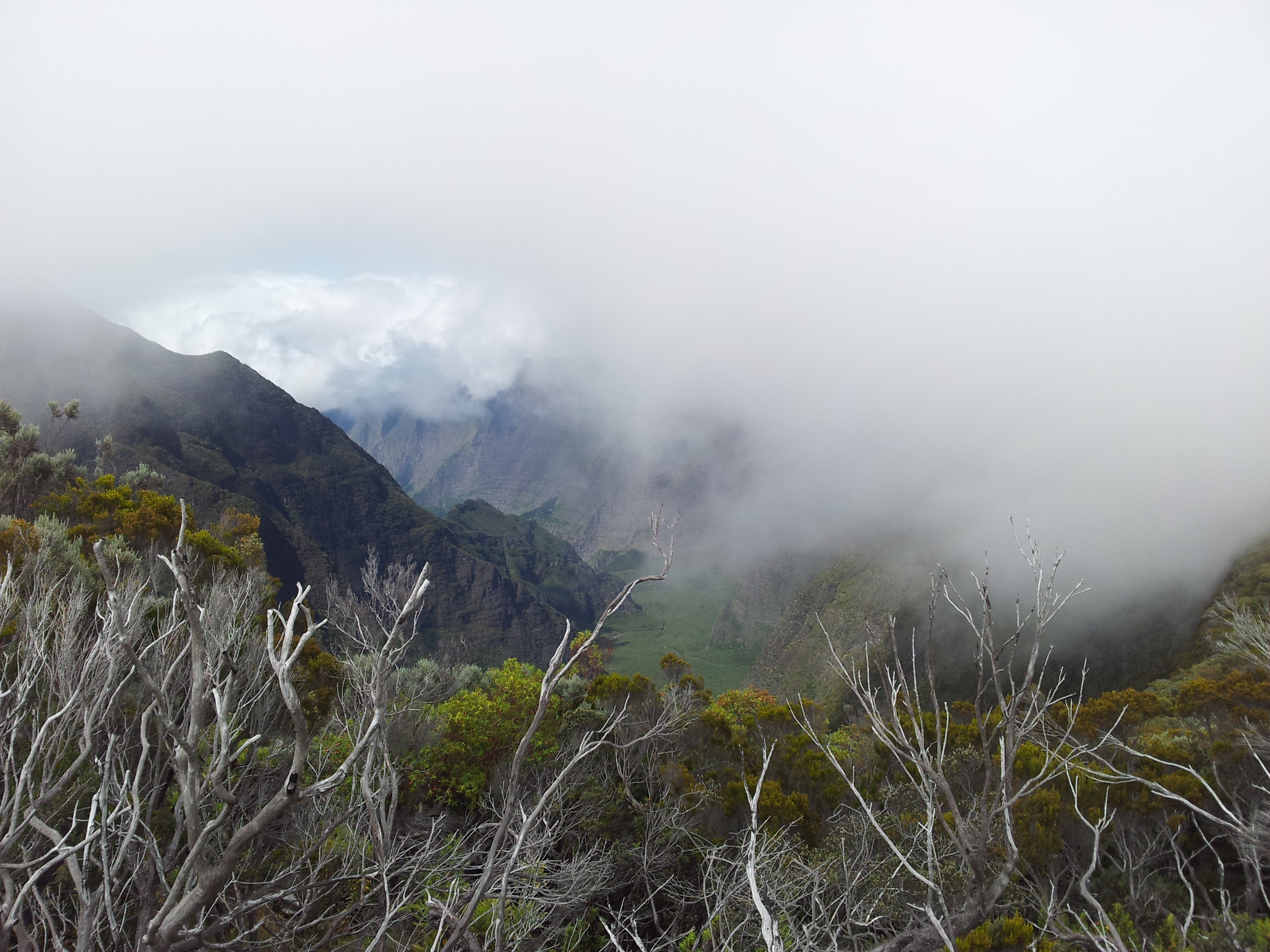
Vue sur la vallée de la rivière de Remparts depuis le sommet du piton dans l'Bout.
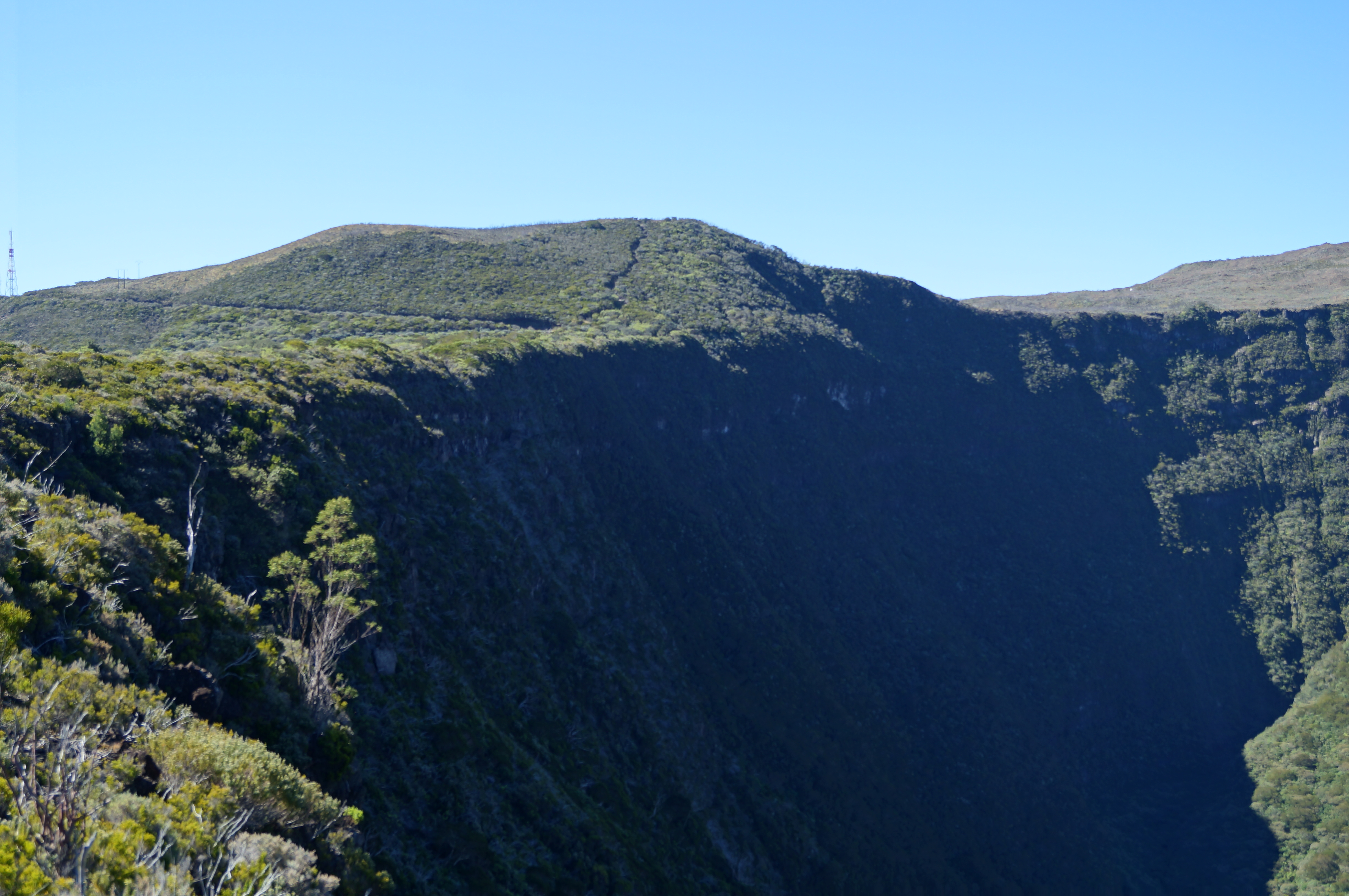
Le piton dans l'Bout vu depuis le Nez de Bœuf.
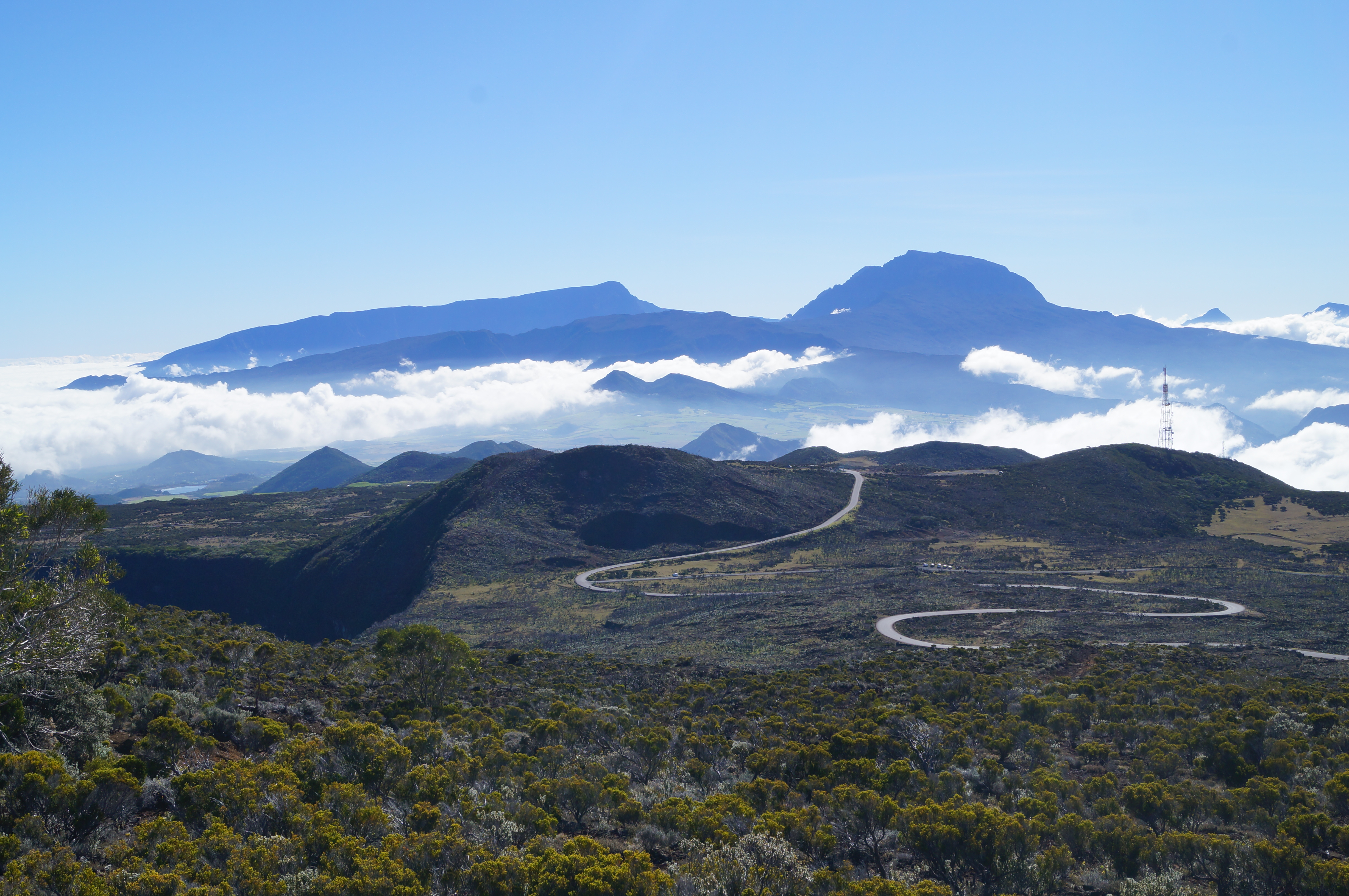
Le piton dans l'Bout au second plan à gauche ; au second plan à droite le piton Textor ; en arrière-plan le massif du Piton des Neiges.